# کافی‌نت

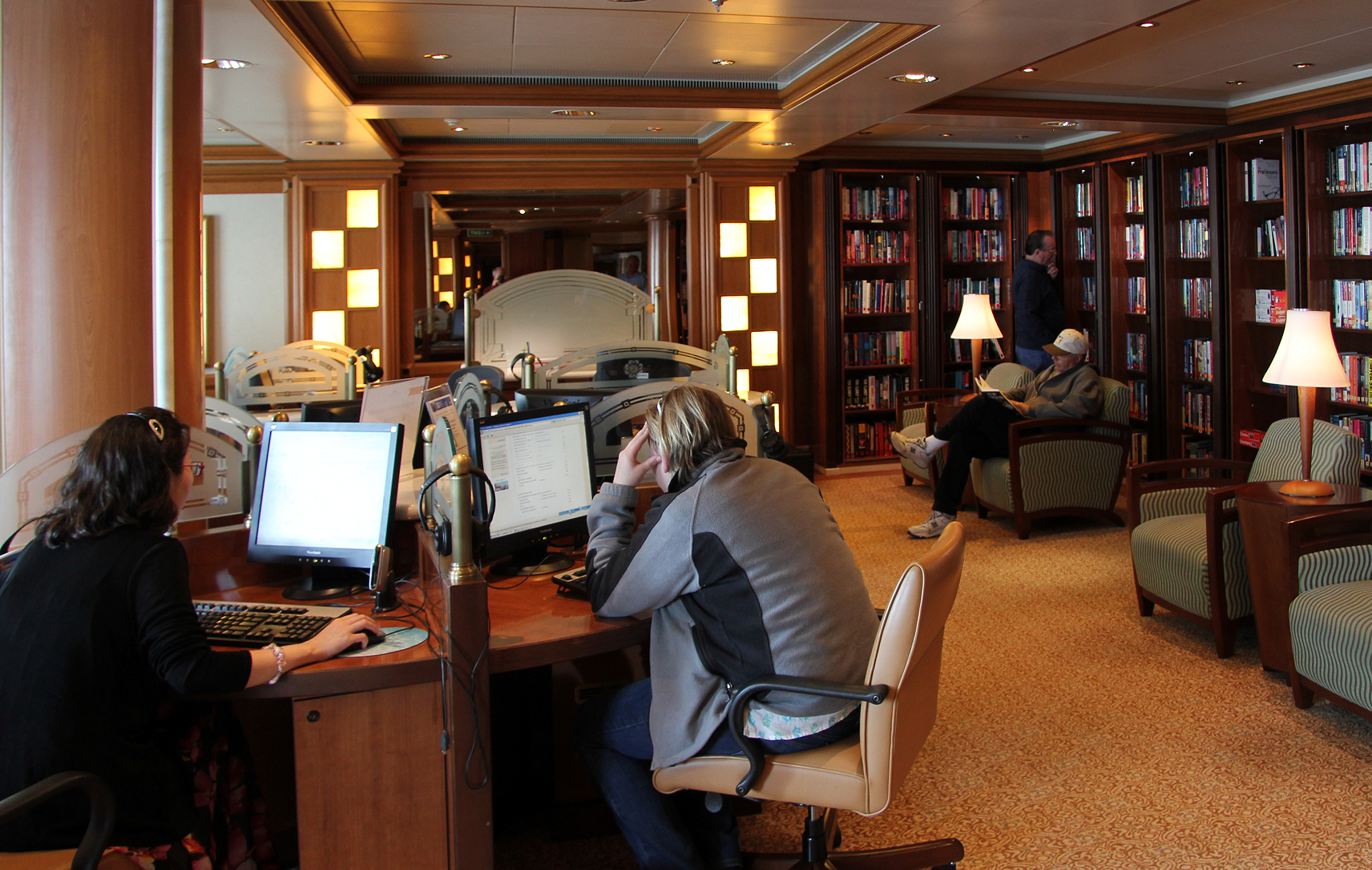

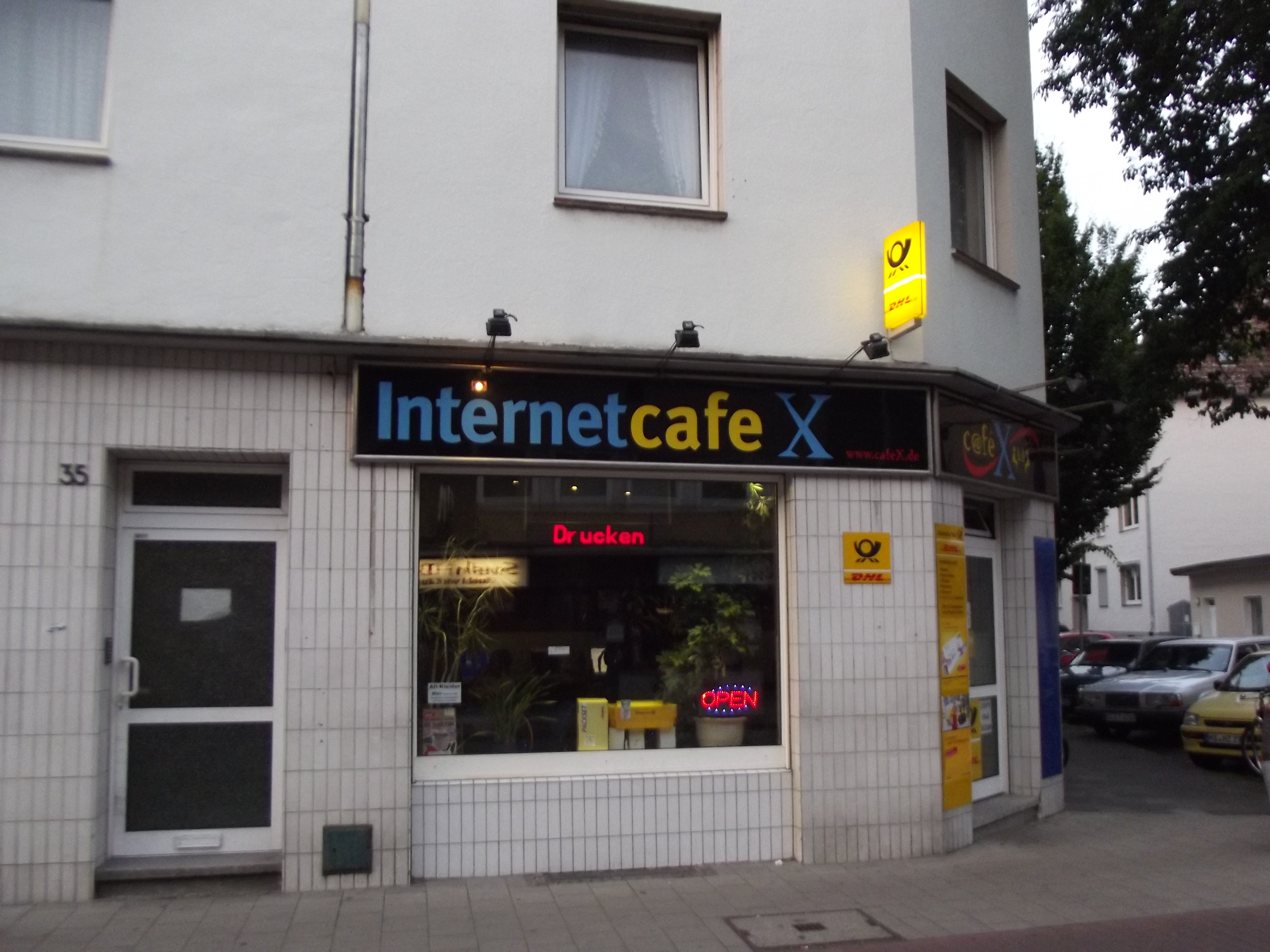

کافی نت یا نِت‌سرا (به انگلیسی: Internet café) مکانی عمومی برای استفاده از اینترنت می‌باشد که معمولاً به ازای ارائه خدمات اینترنتی از مشتریان، به ازاء هر ساعت استفاده، مبلغی دریافت می‌کند. با توجه به گسترش اینترنت در ایران و همچنین روی آوردن موسسات و مراکز اداری به ارائه خدمات الکترونیکی امروزه بسیاری از امور که قبلاً توسط شخص و به صورت سنتی انجام می‌شد در کافی نت و از طریق اینترنت انجام می‌شود.

## تاریخچه
اولین کافه آنلاین در کره جنوبی ایجاد شد و کافه الکترونیک نامیده می‌شد. این کافه روبروی دانشگاه هنگیک (Hongik University) در سال ۱۹۸۸ توسط Ahn Sang-Su و Keum Nuri در سئول ایجاد شد.
در ایران کارهایی مثل ثبت نام‌های کنکور و اعلام نتایج و حتی انتخاب رشته برای دانشگاه و ثبت اظهارنامه که از طریق اینترنت صورت می‌گیرد از جمله کارهایی است که در کافی نت انجام می‌شوند.